# William Wipfler
O Reverendo Canon William L. Wipfler (19 de maio de 1931 – 3 de outubro de 2018), foi um sacerdote anglicano norte-americano. É conhecido como defensor dos direitos humanos, tendo ajudado a denunciar as torturas praticadas por regimes ditatoriais na América Latina.

## Biografia
Wipfler graduou-se no General Theological Seminary em West Seneca, em 1955, e no mesmo ano foi ordenado pela Igreja Episcopal dos Estados Unidos. Serviu por oito anos como missionário na República Dominicana e dois anos na Costa Rica. De volta aos Estados Unidos, trabalhou com o Conselho Nacional de Igrejas (NCC) como diretor assistente e depois como diretor do Departamento da América Latina (1968-1977). Depois estabeleceu e serviu como primeiro diretor do Escritório de Direitos Humanos do NCC (1977-1988). 
Em março de 1970, publicou denúncias de torturas do Brasil com base em material trazido, em dezembro de 1969, pelo pastor Domício Pereira de Mattos e por Jether Ramalho, que continham relatos detalhados de torturas contra prisioneiros políticos brasileiros. Isso contribuiu para uma mudança de percepção da opinião pública norte-americana sobre a ditadura militar no Brasil o que, por sua vez, contribuiria para uma mudança da política externa norte-americana para o Brasil e para a América Latina. Entre suas inúmeras ações pelo continente, Rev. Wipfler colaborou diretamente com o arcebispo Óscar Romero, de El Salvador, e esteve com ele um dia antes de seu assassinato.
Em 1989, Dr. Wipfler serviu na equipe do Bispo Presidente Edmond Browning junto ao Escritório de Missão Mundial e Parceria para a Ásia, Pacífico e Oriente Médio. Em 1992, foi nomeado pelo Arcebispo da Cantuária como Associado para os Direitos Humanos do Escritório Anglicano nas Nações Unidas. Dr. Wipfler foi autor ou coautor de sete livros sobre direitos humanos, história da igreja e América Latina, editou o NCC Latin America News Letter and Human Rights Perspectives e uma coleção de declarações sobre direitos humanos e justiça pelas províncias e agências anglicanas oficiais. Foi um dos fundadores da Washington Office on Latin America (WOLA), organização de pesquisa e defesa dos direitos humanos, surgida a partir do Latin American Strategy Committee, onde atuou nas décadas de 1960 e 1970.
Por seu serviço e defesa dos direitos humanos, ganhou prêmios e reconhecimento de organizações, como as Nações Unidas e os governos do Chile e do Brasil. Dr. Wipfler serviu como sacerdote em muitas igrejas em todo o estado de Nova York por mais de quarenta anos. Recebeu um doutorado honorário do General Theological Seminary em 2008.
Foi casado com Pauline Wipfler, com quem teve 4 filhos. Faleceu em West Seneca, aos 87 anos.